# Peixe-cirurgião de listra-branca
Acanthurus leucopareius, conhecido como peixe-cirurgião de listra-branca, peixe-cirurgião-castanho do Pacífico, peixe-cirurgião da Ilha de Páscoa ou simplesmente Ma'ito em Rapa-nui. É uma espécie de peixe-cirurgião do gênero Acanthurus.

## Distribuição
Todo o Pacífico Central e Ocidental. Havaí até a Nova Caledónia, Tuamoto, Pitcairn até o sul da Ilha de Páscoa. Incluindo Okinawa, Japão.

## Biologia
Vivem em grandes cardumes.Possuem um espinho afiado no final de sua cauda, é a sua principal arma de defesa contra predadores.

## Alimentação
Se alimentam de algas das rochas e parasitas de tartarugas-verde (Chelonia mydas).

## Curiosidades
Na Ilha de Páscoa, essa espécie é muito importante, sua grande abundância exerce um grande controle das algas da ilha, portanto, é fundamental para o equilíbrio ecológico dos recifes de corais.